# ماكيا (مونتيكورفينو روفيلا)
ماكيا (بالإيطالية: Macchia)‏ هي قرية صغيرة (فراتسيوني) تابعة لبلدية مونتيكورفينو روفيلا في مقاطعة سلرنو بمنطقة كمبانية، جنوب إيطاليا، وفي عام 2011 بلغ عدد سكانها 1933 نسمة.